# Varicorhinus
Varicorhinus é um género de peixe actinopterígeo da família Cyprinidae.
Este género contém as seguintes espécies:
- Varicorhinus angorae
- Varicorhinus leleupanus
- Varicorhinus maroccanus
- Varicorhinus platystoma
- Varicorhinus ruandae
- Varicorhinus ruwenzori